# Międzynarodowy Dzień Uczestników Misji Pokojowych ONZ
Międzynarodowy Dzień Uczestników Misji Pokojowych ONZ – coroczne święto obchodzone 29 maja ustanowione przez Zgromadzenie Ogólne ONZ rezolucją 57/129 z dnia 11 grudnia 2002 na oficjalny wniosek Ukraińskiego Stowarzyszenia Uczestników Misji Pokojowych i rządu Ukrainy. 
Dzień ten po raz pierwszy obchodzono w 2003 roku w rocznicę powstania Organizacji Narodów Zjednoczonych ds. Nadzorowania Rozejmu (UNTSO) w 1948 roku w celu monitorowania zawieszenia broni po 1948 wojny izraelsko-arabskiej (Palestyna), która była pierwszą w historii misję pokojową ONZ.
Celem obchodów tego Międzynarodowego Dnia jest oddanie hołdu wszystkich kobietom i mężczyznom, którzy służyli i nadal służą w operacjach pokojowych ONZ, za ich wysoki poziom profesjonalizmu, zaangażowanie i odwagę. Dzień ten jest również okazją, aby uczcić pamięć tych, którzy stracili życie w imię pokoju.
W swym przesłaniu 29 maja 2015 roku sekretarz generalny Organizacji Narodów Zjednoczonych Ban Ki-moon powiedział:

Działania misji pokojowych ONZ są urzeczywistnieniem celu Karty Narodów Zjednoczonych, jakim jest „zjednoczenie swych sił dla utrzymania międzynarodowego pokoju i bezpieczeństwa”. Błękitne hełmy stały się ikoną Organizacji, a ich długoletnia praca i poświęcenie - symbolem nadziei dla milionów ludzi żyjących na terenach spustoszonych wojną.